# Карл Фридрих фон Хиршфелд
Карл Фридрих фон Хиршфелд (на немски: Karl Friedrich Hirschfeld; 1787 von Hirschfeld (* 1747 в Мюнстерберг, Долна Саксония; † 11 октомври 1818 в Бранденбург ан дер Хавел) е пруски сухопътен генерал.
Той е от стара фамилия от Мейсен. Той е син на Йохан Фридрих Хиршфелд (1711 – 1757) и съпругата му Елизабет фон Хофман (1728 – 1805).
Карл Фридрих влиза през 1762 г. в пруската войска. По-късно той става адютант на Фридрих Евгений II фон Вюртемберг. Той участва също в баварската наследствена война. На 16 февруари 1787 г. той е издигнат на пруски капитан и на пруски благородник. Той се бие в Холандия през 1787 г. През 1784 г. той е инспектор-адютант на херцога фон Брауншвайг. Той е ранен. През 1795 г. той става адютант на херцога фон Брауншвайг. През 1798 г. той става полковник и командир на 1. гвардейски батальон, 1801 г. генерал-майор и командант на Потсдам.
През 1806 г. той ръководи гвардейските сухопътни батальони и попада в плен. Освободен е през 1807 г. През 1809 и 1813 г. той градски командант в Бранденбиúрг след това командва защитата през освободителната война.
След войната Хиршфелд е военен губернатор на крепост Магдебург. През 1815 г. Хиршфелд отива в Бранденбург. Там той получава инсулт и умира през 1818 г. Погребан е в катедралата в Бранденбург.

## Фамилия
Карл Фридрих фон Хиршфелд се жени на 27 май 1782 г. за Каролина Фридерика Филипина фон Фагяс (1761 – 1795). Карл Фридрих фон Хиршфелд се жени втори път на 27 декември 1795 г. в Халберщат за Хенриета Фредерика Шарлота Еренгард фон дер Шуленбург, вдовица фон Фукс (1765 – 1800). Той се жени трети път на 30 август 1801 г. в Потсдам за Ернестина Каролина Амалия Вилхелмина Елизабет фон Цантир, вдовица фон Гилерн (1766 – 1847).
От трите брака той има петнадесет деца:
- Каролина фон Хиршфелд (* 13 март 1783; † 30 януари 1849), омъжена на 10 юни 1800 г. за Йохан Фридрих Карл II фон Алвенслебен (* 7 септември 1778; † 12 февруари 1831), пруски генерал-лейтенант
- Карл Дитрих Евгений (1784 – 1811), полковник, убит в Испания
- Вилхелмина Филипина Август (* 1785)
- Карл Александер Адолф (1787 – 1858), пруски генерал на кавалерията
- Каролина Филипина Луиза (1788 – 1859), омъжена за Александер фон Рувиле (1780 – 1841), полковник-лейтенант; родители на Аманд фон Рувиле (1816 – 1884), пруски генерал-майор
- Карл Фридрих Вилхелм Улрих Мориц (1790 – 1859), пруски сухопътен генерал, женен за Ида фон Кампц (1801 – 1875)
- Карл Фридрих Вилхелм Фердинанд (1792 – 1863), пруски сухопътен генерал
- Каролина Августа Анна (1795 – 1876)
- Фридерика Елиза Берта Емилия (1796 – 1871)
- Карл Евгений Кристиан (1798 – 1798)
- Карл Фридрих Херман (1800 – 1878), пруски генерал-майор, женен I. 1829 г. за Берта Фрайтаг (* 14 октомври 1803; † 30 март 1838), II. 1849 г. за Филипина Амалия фон Рувиле (* 20 януари 1818; † 4 януари 1862)
- Карл Алберт (1802 – 1807)
- Вилхелм Лудвиг Хайнрих Карл (1803 – 1843)
- Карл Ернст Цезар (1805 – 1808)
- Бернхард Карл Вилхелм (1807 – 1886)